# Tour de France 2025/20. Etappe
Die 20. Etappe der Tour de France 2025 fand am 26. Juli 2025 statt. Sie führte die 112. Austragung des französischen Etappenrennens in den Jura. Der hügelige Abschnitt wurde in Nantua gestartet, ehe es über 184,2 Kilometer nach Pontarlier ging. Nach der Zielankunft hatten die Fahrer insgesamt 3169,7 Kilometer absolviert, was 96,04 % der Gesamtdistanz entsprach.

## Streckenführung
Der neutralisierte Start erfolgte in Nantua, ehe das Rennen auf der D1084 in der Gemeinde Les Neyrolles freigegeben wurde.
Nach dem offiziellen Start führte die Strecke zunächst nach Saint-Germain-de-Joux, wo die Auffahrt auf den Col de la Croix de la Serra (1049 m) begann. Dieser Pass der 3. Kategorie wies auf einer Länge von 12,1 Kilometern eine durchschnittliche Steigung von 4,1 % auf und wurde bereits nach 24,7 Kilometern überquert. Im Anschluss ging es bergab nach Saint-Claude, bevor die Straße erneut zu steigen begann und über die D437 auf die Côte de Valfin (667 m) führte. Hier wurde nach 45,1 Kilometern eine Bergwertung der 4. Kategorie abgenommen. Die Straße flachte dann etwas ab, führte jedoch bei geringen Steigungsprozenten weiter nach La Rixouse und Château-des-Prés. Weiter ging es auf einem Plateau vorbei am Lac de l’Abbaye nach Saint-Pierre und La Chaux-du-Dombief, wo bei Kilometer 72,3 der Zwischensprint erfolgte. Vorbei am Lac d’Ilay setzten die Fahrer ihre Fahrt in Richtung Norden fort, wobei die Straße leicht abschüssig verlief und über Le Frasnois nach Champagnole führte. Danach ging es auf der D467 nach Salins-les-Bains, wo mit der Côte de Thésy (685 m) ein Anstieg der 2. Kategorie auf dem Programm stand. Dieser wies auf einer Länge von 3,6 Kilometern eine durchschnittliche Steigung von 8,9 % auf und wurde 62,6 Kilometer vor dem Ziel überquert. Die Auffahrt erfolgte dabei über die D65. Nachdem die Bergwertung abgenommen wurde, ging es flach über Abergement-lès-Thésy, Villeneuve-d’Amont, Gevresin, Déservillers, Bolandoz und Reugney nach Longeville, ehe mit der Côte de Longeville (825 m) die letzte Bergwertung des Tages auf dem Programm stand. Diese verlief auf der D27 und wies auf einer Länge von 2500 Metern eine durchschnittliche Steigung von 5,5 % auf. Sie wurde erst 24,1 Kilometer vor dem Ziel überquert und galt als Anstieg der 4. Kategorie.
Die letzten Kilometer führten über Évillers, Sombacour und Houtaud nach Pontarlier, wobei im Finale auf der D6 ein weiterer nicht-kategorisierter Anstieg befahren wurde. Pontarlier wurde über die D72, D130 und N57 erreicht. Das Ziel befand sich unweit des Stade Paul Robbe.
|                            | Ort                         | Kilometer | Länge (km) | Höhe (m) | Ø Steigung | max. Steigung |
| -------------------------- | --------------------------- | --------- | ---------- | -------- | ---------- | ------------- |
| neutralisierter Start      | Nantua                      |           |            |          |            |               |
| offizieller Start          | Les Neyrolles (D1084)       | 0         |            |          |            |               |
| Bergwertung (3. Kategorie) | Col de la Croix de la Serra | 24,7      | 12,1       | 1049     | 4,1 %      | unbekannt     |
| Bergwertung (4. Kategorie) | Côte de Valfin              | 45,1      | 5,7        | 667      | 4,2 %      | unbekannt     |
| Zwischensprint             | La Chaux-du-Dombief         | 72,3      |            |          |            |               |
| Bergwertung (2. Kategorie) | Côte de Thésy               | 121,6     | 3,6        | 685      | 8,9 %      | unbekannt     |
| Bergwertung (4. Kategorie) | Côte de Longeville          | 160,1     | 2,5        | 825      | 5,5 %      | unbekannt     |
| Ziel                       | Pontarlier                  | 184,2     |            |          |            |               |

## Ergebnis
| \| Etappenergebnis \| Etappenergebnis \| Etappenergebnis \| Etappenergebnis \| Etappenergebnis \| \| Fahrer \| Fahrer \| Land \| Team \| Zeit \| \| --------------- \| ------------------- \| ---------------------- \| -------------------------- \| --------------- \| \| 1. \| Kaden Groves \| Australien \| Alpecin-Deceuninck \| 4 h 06 min 09 s \| \| 2. \| Frank van den Broek \| Niederlande \| Team Picnic-PostNL \| + 54 s \| \| 3. \| Pascal Eenkhoorn \| Niederlande \| Soudal Quick-Step \| + 59 s \| \| 4. \| Simone Velasco \| Italien \| XDS Astana Team \| + 1 min 04 s \| \| 5. \| Romain Grégoire \| Frankreich \| Groupama-FDJ \| + 1 min 04 s \| \| 6. \| Jake Stewart \| Vereinigtes Königreich \| Israel-Premier Tech \| + 1 min 04 s \| \| 7. \| Jordan Jegat \| Frankreich \| Team TotalEnergies \| + 1 min 04 s \| \| 8. \| Tim Wellens \| Belgien \| UAE Team Emirates XRG \| + 1 min 04 s \| \| 9. \| Matteo Jorgenson \| Vereinigte Staaten \| Team Visma \\| Lease a Bike \| + 1 min 04 s \| \| 10. \| Harry Sweeny \| Australien \| EF Education-EasyPost \| + 1 min 04 s \| |                     |                        |                            |                 |
| |                     |                        |                            |                 |
| Quellen: ProCyclingStats Cycling Quotient |                     |                        |                            |                 |
| Etappenergebnis |                     |                        |                            |                 |
| Fahrer | Fahrer              | Land                   | Team                       | Zeit            |
| 1. | Kaden Groves        | Australien             | Alpecin-Deceuninck         | 4 h 06 min 09 s |
| 2. | Frank van den Broek | Niederlande            | Team Picnic-PostNL         | + 54 s          |
| 3. | Pascal Eenkhoorn    | Niederlande            | Soudal Quick-Step          | + 59 s          |
| 4. | Simone Velasco      | Italien                | XDS Astana Team            | + 1 min 04 s    |
| 5. | Romain Grégoire     | Frankreich             | Groupama-FDJ               | + 1 min 04 s    |
| 6. | Jake Stewart        | Vereinigtes Königreich | Israel-Premier Tech        | + 1 min 04 s    |
| 7. | Jordan Jegat        | Frankreich             | Team TotalEnergies         | + 1 min 04 s    |
| 8. | Tim Wellens         | Belgien                | UAE Team Emirates XRG      | + 1 min 04 s    |
| 9. | Matteo Jorgenson    | Vereinigte Staaten     | Team Visma \| Lease a Bike | + 1 min 04 s    |
| 10. | Harry Sweeny        | Australien             | EF Education-EasyPost      | + 1 min 04 s    |

## Gesamtstände
| \| Gesamtwertung \| Gesamtwertung \| Gesamtwertung \| Gesamtwertung \| Gesamtwertung \| \| Fahrer \| Fahrer \| Land \| Team \| Zeit \| \| ------------- \| -------------------------- \| ---------------------- \| -------------------------- \| ---------------- \| \| 1. \| Tadej Pogačar \| Slowenien \| UAE Team Emirates XRG \| 73 h 54 min 59 s \| \| 2. \| Jonas Vingegaard \| Dänemark \| Team Visma \\| Lease a Bike \| + 4 min 24 s \| \| 3. \| Florian Lipowitz \| Deutschland \| Red Bull-Bora-Hansgrohe \| + 11 min 09 s \| \| 4. \| Oscar Onley \| Vereinigtes Königreich \| Team Picnic-PostNL \| + 12 min 12 s \| \| 5. \| Felix Gall \| Österreich \| Decathlon-AG2R La Mondiale \| + 17 min 12 s \| \| 6. \| Tobias Halland Johannessen \| Norwegen \| Uno-X Mobility \| + 20 min 14 s \| \| 7. \| Kévin Vauquelin \| Frankreich \| Arkéa-B&B Hotels \| + 22 min 35 s \| \| 8. \| Primož Roglič \| Slowenien \| Red Bull-Bora-Hansgrohe \| + 25 min 30 s \| \| 9. \| Ben Healy \| Irland \| EF Education-EasyPost \| + 28 min 02 s \| \| 10. \| Jordan Jegat \| Frankreich \| Team TotalEnergies \| + 32 min 42 s \| |                            |                        |                            |                  |
| |                            |                        |                            |                  |
| Quellen: ProCyclingStats Cycling Quotient |                            |                        |                            |                  |
| Gesamtwertung |                            |                        |                            |                  |
| Fahrer | Fahrer                     | Land                   | Team                       | Zeit             |
| 1. | Tadej Pogačar              | Slowenien              | UAE Team Emirates XRG      | 73 h 54 min 59 s |
| 2. | Jonas Vingegaard           | Dänemark               | Team Visma \| Lease a Bike | + 4 min 24 s     |
| 3. | Florian Lipowitz           | Deutschland            | Red Bull-Bora-Hansgrohe    | + 11 min 09 s    |
| 4. | Oscar Onley                | Vereinigtes Königreich | Team Picnic-PostNL         | + 12 min 12 s    |
| 5. | Felix Gall                 | Österreich             | Decathlon-AG2R La Mondiale | + 17 min 12 s    |
| 6. | Tobias Halland Johannessen | Norwegen               | Uno-X Mobility             | + 20 min 14 s    |
| 7. | Kévin Vauquelin            | Frankreich             | Arkéa-B&B Hotels           | + 22 min 35 s    |
| 8. | Primož Roglič              | Slowenien              | Red Bull-Bora-Hansgrohe    | + 25 min 30 s    |
| 9. | Ben Healy                  | Irland                 | EF Education-EasyPost      | + 28 min 02 s    |
| 10. | Jordan Jegat               | Frankreich             | Team TotalEnergies         | + 32 min 42 s    |

| Punktewertung | Punktewertung    | Punktewertung          | Punktewertung              | Punktewertung |
| Fahrer        | Fahrer           | Land                   | Team                       | Punkte        |
| ------------- | ---------------- | ---------------------- | -------------------------- | ------------- |
| 1.            | Jonathan Milan   | Italien                | Lidl-Trek                  | 352 P.        |
| 2.            | Tadej Pogačar    | Slowenien              | UAE Team Emirates XRG      | 272 P.        |
| 3.            | Biniam Girmay    | Eritrea                | Intermarché-Wanty          | 213 P.        |
| 4.            | Jonas Vingegaard | Dänemark               | Team Visma \| Lease a Bike | 182 P.        |
| 5.            | Anthony Turgis   | Frankreich             | Team TotalEnergies         | 169 P.        |
| 6.            | Tim Merlier      | Belgien                | Soudal Quick-Step          | 156 P.        |
| 7.            | Jonas Abrahamsen | Norwegen               | Uno-X Mobility             | 156 P.        |
| 8.            | Quinn Simmons    | Vereinigte Staaten     | Lidl-Trek                  | 123 P.        |
| 9.            | Kaden Groves     | Australien             | Alpecin-Deceuninck         | 119 P.        |
| 10.           | Oscar Onley      | Vereinigtes Königreich | Team Picnic-PostNL         | 115 P.        |

| Bergwertung | Bergwertung            | Bergwertung            | Bergwertung                | Bergwertung |
| Fahrer      | Fahrer                 | Land                   | Team                       | Punkte      |
| ----------- | ---------------------- | ---------------------- | -------------------------- | ----------- |
| 1.          | Tadej Pogačar          | Slowenien              | UAE Team Emirates XRG      | 117 P.      |
| 2.          | Jonas Vingegaard       | Dänemark               | Team Visma \| Lease a Bike | 104 P.      |
| 3.          | Lenny Martinez         | Frankreich             | Bahrain Victorious         | 97 P.       |
| 4.          | Thymen Arensman        | Niederlande            | Ineos Grenadiers           | 85 P.       |
| 5.          | Ben O’Connor           | Australien             | Team Jayco AlUla           | 51 P.       |
| 6.          | Valentin Paret-Peintre | Frankreich             | Soudal Quick-Step          | 51 P.       |
| 7.          | Felix Gall             | Österreich             | Decathlon-AG2R La Mondiale | 46 P.       |
| 8.          | Primož Roglič          | Slowenien              | Red Bull-Bora-Hansgrohe    | 43 P.       |
| 9.          | Oscar Onley            | Vereinigtes Königreich | Team Picnic-PostNL         | 42 P.       |
| 10.         | Michael Woods          | Kanada                 | Israel-Premier Tech        | 38 P.       |

| Nachwuchswertung | Nachwuchswertung       | Nachwuchswertung       | Nachwuchswertung        | Nachwuchswertung  |
| Fahrer           | Fahrer                 | Land                   | Team                    | Zeit              |
| ---------------- | ---------------------- | ---------------------- | ----------------------- | ----------------- |
| 1.               | Florian Lipowitz       | Deutschland            | Red Bull-Bora-Hansgrohe | 74 h 06 min 08 s  |
| 2.               | Oscar Onley            | Vereinigtes Königreich | Team Picnic-PostNL      | + 1 min 03 s      |
| 3.               | Kévin Vauquelin        | Frankreich             | Arkéa-B&B Hotels        | + 11 min 26 s     |
| 4.               | Ben Healy              | Irland                 | EF Education-EasyPost   | + 16 min 53 s     |
| 5.               | Raúl García Pierna     | Spanien                | Arkéa-B&B Hotels        | + 2 h 04 min 49 s |
| 6.               | Ilan Van Wilder        | Belgien                | Soudal Quick-Step       | + 2 h 12 min 05 s |
| 7.               | Romain Grégoire        | Frankreich             | Groupama-FDJ            | + 2 h 14 min 49 s |
| 8.               | Frank van den Broek    | Niederlande            | Team Picnic-PostNL      | + 2 h 34 min 35 s |
| 9.               | Valentin Paret-Peintre | Frankreich             | Soudal Quick-Step       | + 2 h 34 min 56 s |
| 10.              | Alex Baudin            | Frankreich             | EF Education-EasyPost   | + 2 h 35 min 56 s |

| Mannschaftswertung | Mannschaftswertung              | Mannschaftswertung           | Mannschaftswertung |
| Team               | Team                            | Land                         | Zeit               |
| ------------------ | ------------------------------- | ---------------------------- | ------------------ |
| 1.                 | Team Visma \| Lease a Bike      | Niederlande                  | 222 h 39 min 02 s  |
| 2.                 | UAE Team Emirates XRG           | Vereinigte Arabische Emirate | + 24 min 26 s      |
| 3.                 | Red Bull-BORA-hansgrohe         | Deutschland                  | + 1 h 24 min 56 s  |
| 4.                 | Arkéa-B&B Hotels                | Frankreich                   | + 2 h 10 min 52 s  |
| 5.                 | Decathlon AG2R La Mondiale Team | Frankreich                   | + 2 h 14 min 15 s  |
| 6.                 | Ineos Grenadiers                | Vereinigtes Königreich       | + 3 h 22 min 52 s  |
| 7.                 | Movistar Team                   | Spanien                      | + 3 h 23 min 25 s  |
| 8.                 | XDS Astana Team                 | Kasachstan                   | + 3 h 23 min 59 s  |
| 9.                 | Team Picnic-PostNL              | Niederlande                  | + 3 h 26 min 06 s  |
| 10.                | EF Education-EasyPost           | Vereinigte Staaten           | + 3 h 43 min 35 s  |

## Ausgeschiedene Fahrer
- Jewgeni Fedorow (XDS Astana Team): wegen Darminfektion nicht gestartet[2]